# تيموثي كارلتون
تيموثي كارلتون (بالإنجليزية: Timothy Carlton)‏ هو ممثل بريطاني، ولد في 4 أكتوبر 1939 في المملكة المتحدة.

## وصلات خارجية
- تيموثي كارلتون على موقع IMDb (الإنجليزية)
- تيموثي كارلتون على موقع ألو سيني (الفرنسية)
- تيموثي كارلتون على موقع ميوزك برينز (الإنجليزية)
- تيموثي كارلتون على موقع أول موفي (الإنجليزية)
- تيموثي كارلتون على موقع قاعدة بيانات الفيلم (الإنجليزية)
- تيموثي كارلتون على موقع كينوبويسك (الروسية)